# Vitpannad kapucin
Vitpannad kapucin (Cebus albifrons) är en däggdjursart som först beskrevs av Alexander von Humboldt 1812.  Cebus albifrons ingår i släktet kapuciner och familjen cebusliknande brednäsor. IUCN kategoriserar arten globalt som livskraftig.
Inga underarter finns listade i Catalogue of Life. Wilson & Reeder (2005) skiljer mellan 6 underarter.

## Utseende
Med en vikt mellan 1,7 och 3,3 kg är hannar avsevärd större än honor som blir 1,4 till 2,3 kg tunga.
Vitpannad kapucin har en smal bål och långa smala extremiteter. Den långa och mjuka pälsen på ryggen har en ljusbrun färg. Däremot är pälsen på framsidan grövre, kortare och ljusare, ofta med gula eller röda skuggor. På huvudets topp förekommer mörk päls som påminner om en luva. Artens ansikte är bara glest täckt med hår och känns naken. Hos flera individer är pälsen under regntiden mörkare än pälsen under den torra perioden.
Arten har korta fingrar och en motsättlig tumme. Tanduppsättningen kännetecknas av stora premolarer och av molarer med en fyrkantig överyta samt med tjock tandemalj.

## Utbredning och habitat
Denna primat förekommer i nordvästra Sydamerika. Den största populationen finns i nordvästra Brasilien och angränsande regioner av Venezuela, Colombia, Ecuador och Peru. Små avskilda populationer finns i västra Ecuador, norra Colombia samt på Trinidad och Tobago. Habitatet utgörs av regnskogar och torra lövskogar.

## Ekologi
Individerna bildar flockar av flera könsmogna hannar och honor samt deras ungar. Gruppen har vanligen 8 till 15 medlemmar men ibland ökar antalet till 35. Inom varje kön finns en hierarki. Det förekommer dessutom blandade flockar med andra arter från samma släkte. Födan utgörs främst av frukter och insekter.
Vitpannad kapucin har höga varningsläten när den upptäcker en fiende. Arten går vanligen på fyra fötter över grenar och den använder svansen som gripverktyg.
Oftast men inte alltid är det bara alfahanen som får para sig med flockens honor. Honor kan bli brunstiga under alla årstider men de flesta ungar föds under den torra perioden. Mellan två kullar ligger ett till två år. Honan är 150 till 160 dagar dräktig och sedan föds en enda unge. Ungen vårdas inte bara av modern utan även av andra honor från samma flock och ibland deltar den dominanta hanen i ungens uppfostring. Unga hanar som blev könsmogna lämnar sin ursprungliga flock medan honor får stanna. Könsmognaden infaller efter cirka 3,5 år för båda kön. Några individer i fångenskap blev 40 år gamla eller lite äldre.